# Codiaeum stellingianum
Codiaeum stellingianum är en törelväxtart som beskrevs av Otto Warburg. Codiaeum stellingianum ingår i släktet Codiaeum och familjen törelväxter. Inga underarter finns listade i Catalogue of Life.